# La Mort (South Park)
Pour les articles homonymes, voir La Mort (homonymie).
La Mort (Death en version originale) est le sixième épisode de la première saison de la série animée South Park.

## Synopsis
Marvin Marsh, le grand-père de Stan, veut absolument mourir. Il demande à son petit-fils de l'aider. Entretemps, les parents partent en guerre contre les programmes télévisés vulgaires et scatologiques...et South Park est victime d'une épidémie de gastro-entérite !

## Référence culturelle
- La chanson jouée par le grand-père est une parodie de Orinoco Flow d'Enya.
- L'extraterrestre caché de l'épisode se trouve sur le panneau d'affichage sur le mur du fond de la classe.